# Shushtar
Shushtar ou Chouchtar (en persan : شوشتر / Šuštar) est une antique forteresse-ville du Khouzestan, province du sud-ouest Iranien. Elle se situe à 92 km de Ahvaz, le centre de la province. Son système hydraulique a été inscrit sur la liste du patrimoine mondial de l'UNESCO en 2009.

## Histoire
Le vieux nom de Shushtar, remontant à la période Achéménide, était de Šurkutir. Le nom lui-même, de Shushtar, est lié au nom d'une autre ville antique, Suse (ou Chouch, en persan). Pendant l'ère des Sassanides, c'était une ville sur l'île de Karun.